# Сен-Валье-де-Тье (кантон)
Сен-Валье́́-де-Тье (фр. Saint-Vallier-de-Thiey) — упразднённый кантон во Франции, в регионе Прованс — Альпы — Лазурный Берег, департамент Приморские Альпы. Входил в состав округа Грас. Код INSEE кантона — 06 25.
До марта 2015 года в состав кантона Сен-Валье-де-Тье входило 7 коммун, административный центр располагался в коммуне Сен-Валье-де-Тье.

## Состав кантона
| Коммуна             | Население, чел. (1999) | Почтовый индекс | Код INSEE |
| ------------------- | ---------------------- | --------------- | --------- |
| Кабри               | 1472                   | 06530           | 06026     |
| Ле-Тинье            | 2763                   | 06530           | 06140     |
| Пейменад            | 7120                   | 06530           | 06095     |
| Сен-Валье-де-Тье    | 2261                   | 06460           | 06130     |
| Сен-Сезер-сюр-Сьянь | 2840                   | 06530           | 06118     |
| Сперасед            | 1095                   | 06530           | 06137     |
| Эскраньоль          | 384                    | 06460           | 06058     |

## Население
Население кантона на 2007 год составляло 20 690 человек.
| 1962 | 1968 | 1975 | 1982 | 1990 | 1999   | 2006 | 2007   | 2008 |
| ---- | ---- | ---- | ---- | ---- | ------ | ---- | ------ | ---- |
| —    | —    | —    | —    | —    | 15 316 | —    | 20 690 | —    |

По закону от 17 мая 2013 и декрету от 24 февраля 2014 года количество кантонов в департаменте Приморские Альпы уменьшилось с 52-х до 27-ми. Новое территориальное деление департаментов на кантоны вступило в силу во время выборов 2015 года. После реформы кантон был упразднён. Коммуны переданы в состав вновь созданного кантона Грас-1 (округ Грас.